# Gustavo Ramírez
Gustavo René Ramírez López (Asunción, Paraguay, 9 de enero de 1984) es un futbolista paraguayo. Juega como delantero y actualmente juega en el 12 de Octubre de la Segunda División de Paraguay.

## Clubes
2013 
Alebrijes de Oaxaca

| Club                | País     | Año           |
| ------------------- | -------- | ------------- |
| General Caballero   | Paraguay | 1999          |
| 1° de Marzo         | Paraguay | 2000          |
| Libertad            | Paraguay | 2001-2002     |
| Sportivo Trinidense | Paraguay | 2003          |
| Fernando de la Mora | Paraguay | 2004-2006     |
| 3 de Febrero        | Paraguay | 2007          |
| O'Higgins           | Chile    | 2008          |
| Sol de América      | Paraguay | 2008          |
| 12 de Octubre       | Paraguay | 2009-presente |